# 澳門金融管理局

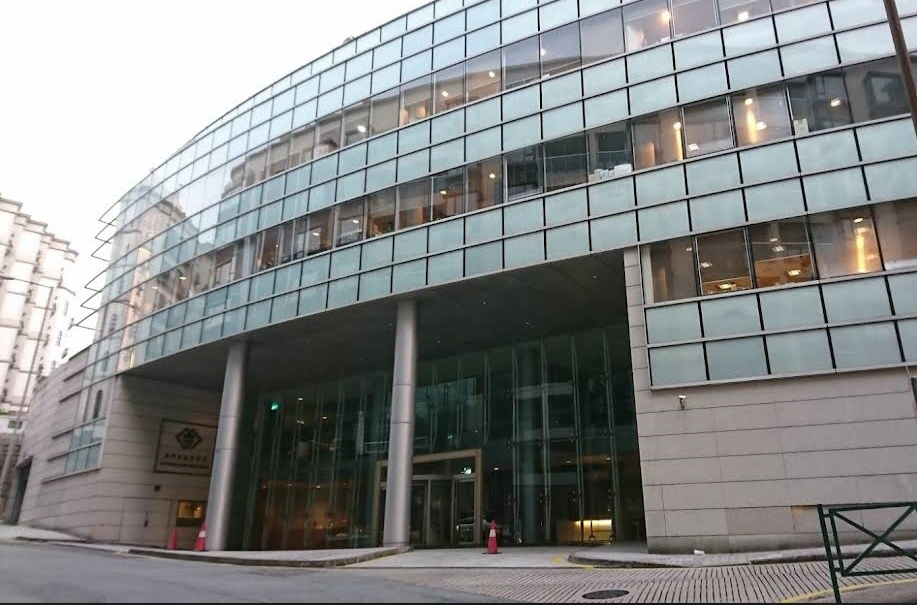
澳门金融管理局机关大楼

澳门金融管理局，简称澳门金管局（简称AMCM），系中华人民共和国澳门特别行政区政府经济财政司下辖的一个具有行政、財政及財產自治權之公法人，且為具有法律人格之公共機關。在从属上受行政长官監督。

## 历史
澳门在葡萄牙管治时期一直没有一个完善的金融監管架構，直至大西洋银行于1902年在澳门成立分行成为澳门第一家银行，并在成立三週年后（1905年）受政府委托成為首家在澳門發行現鈔的金融機構。自始以後，澳门本地政治及經濟環境經歷了深刻的演變，整體形勢不断发展。
到了二十世紀七十年代末，中国开始改革开放，經濟成長迅速，同時也帶動了香港及澳門的經濟發展，為了適應这一新时代潮流，當時的澳門行政當局充分認識到建立一個適當的金融監管架構的重要性。随后在1980年1月1日澳门政府颁布第1/80/M號法令，正式設立公共企业性质的「澳門發行機構」（葡萄牙語：Instituto Emissor de Macau, E.P.，縮寫為IEM）。以負責監管包括銀行、保險和其他信用活動在內的金融業，以促進金融業的良性發展、保障有關各方的合法權益；并且按照有關的法律規定，澳門發行機構还負責發行澳门币，以及管理官方的外匯儲備，因此其實際上扮演著準中央銀行及貨幣發行局的角色。從此，大西洋銀行儘管繼續發行鈔票，但只是通過簽訂代理合約而作為澳門發行機構的代理人。
由於設立了適當的監管機構，加上及時的立法和監管，澳门的銀行業與保險業在這一時期迅速增長。1987年4月13日中葡兩國政府簽署《中葡聯合聲明》，澳門進入回歸祖國的過渡時期；同時，經過多年的實踐澳門政府也認識到有必要清楚釐定監管機構的權力與責任，于是於1989年7月1日澳門政府颁布第39/89/M號法令，正式解散「澳門發行機構」，設立了「澳門貨幣暨匯兌監理署」（葡萄牙語：Autoridade Monetaria e Cambial de Macau，简称AMCM），並賦予其明確的職能以及行政、財政與財產的自治權。自此，大西洋銀行的澳門幣發鈔權被政府收回，但大西洋銀行仍為澳門的發鈔銀行，澳门貨幣發行仍照旧法规直接交由大西洋銀行代行，直至银行與澳门發行機構簽訂的代理合約期滿即1995年10月15日為止。
随着過渡時期的进程，中資銀行參與澳門元發行事宜提上了議事日程，中葡雙方历经三年的外交談判磋商，於1994年7月12日達成共識並簽署了《中葡聯合聯絡小組關於澳門發鈔問題的會談紀要》。1995年1月30日澳门政府颁布了第7/95/M號法令，訂定了在澳門地區發行貨幣之制度，并于同日颁布第8/95/M號法令，許可中國銀行發行新澳門幣鈔票，从而使中国银行成为澳门当地除大西洋银行以外的第二家发行当地法定货币的代理银行。1995年10月13日，澳門政府在給大西洋銀行續签代理货币发行合约的同時，與中国银行正式簽署了為期至2010年10月15日止的代理發鈔合同，三天后10月16日合同生效，中国银行开始发行澳门币新钞票，正式与大西洋银行一起作为澳門貨幣暨滙兌監理署代理发行机构。
到了1999年12月20日，澳門回歸，澳門特別行政區正式成立。為了更加符合一般慣例，澳門政府於2000年2月21日在澳門特區公報刊登第18/2000號行政法規《更改澳門貨幣暨匯兌監理署之名稱》，澳門貨幣暨匯兌監理署（AMCM）易名為澳門金融管理局（葡萄牙語：Autoridade Monetária de Macau，简称AMCM），但原有的職能和權責全部維持不變。而于2000年4月1日起，澳門金融管理局又受澳門特別行政區政府委託，為其管理儲備基金。

## 使命与职责

### 使命
澳门金融管理局的使命是根據規範貨幣、金融、外滙及保險活動市場的法規，指導、統籌及監察上述市場，確保其正常運作，並對該等市場的經營者進行監管，確保金融體系的穩定。

### 职责
澳門金融管理局之職責为：
- 透過傳達資訊及就向其提出之問題發表意見，建議及輔助行政長官制定及施行貨幣、金融、外匯、保險等政策；
- 研究及建議執行貨幣、金融、外匯及保險政策之必要措施，並促進其施行：
- 根據澳門金融管理局之通則及規範貨幣、金融、外匯及保險活動之法規，指導、統籌及監察上述市場，注意其正常運作，並對該等市場之經營人進行監管；
- 在貨幣、金融及外匯政策之範圍內，確保貨幣之內部平衡及透過保證本地貨幣之自由兌換，確保本地貨幣對外之償還能力；
- 行使中央儲備庫職能以及外匯、黃金及其他對外支付工具儲備之管理人職能；
- 在澳門特別行政區與外間之間貨幣及金融關係上充當中介人；
- 維持金融體系之穩定，並為此尤其負責最終再融資之職能；
- 履行法律所賦予之其他職責。

## 组织结构
澳門金融管理局設有行政委員會，監察委員會，以及諮詢會作為其機關。其机关成員的任免都由特区行政长官决定，并通過於《政府公報》 的任命批示对外公布。

### 行政管理委員會
行政管理委员会由最少三名，最多五名成员组成。主要负责監管澳門金融管理局的一切活動，并行使一般或特別管理權力管理金管局之財產等事务。行政管理委员会主席对外代表澳門金融管理局，对内负责主持每周舉行的平常會議。
截至2024年底，行政管理委員會成員如下：
- 主席：陳守信
- 委員：劉杏娟、黃立峰、李可欣

### 監察委員會
監察委員會由三名成員組成，且其中一名成員必须是在財政司註冊之核數師。監察委員會主要负责跟进金管局的运作及監察其適用之法律規定及規章規定得到落实，并负责審查會計帳目及跟進預算之執行，以及核對簿冊、紀錄及文件等事务。監察委員會主席负责主持每季度舉行的平常會議。
截至2024年底，監察委員會成員如下：
- 主席：歐安利
- 委員：林品莊、鄭志強

### 諮詢委員會
諮詢委員會成员不规定具体数量，但规定具体任职身份要求，并允许在需要时接受專業培訓之技術員作为无投票权之成员參與其會議。諮詢委員會主要负责就金管局的政策方针与活动计划提出意见，但因其只属于单纯咨询性质之委员会，其意見对金管局运作不具約束力。諮詢委員會主席负责主持每半年一次举行的會議。
截至2024年底，諮詢會成員如下：
- 主席：陳守信
- 委員：劉杏娟、黃立峰、李可欣、歐安利、賈天兵、張明輝、Carlos Manuel Sobral Cid da Costa Álvares

### 组织架构
澳门金融管理局截至2024年底全部僱員人數為252人，其中有238名具有高等專科學位以上之學歷。
| 人力資源趨勢表（2022-2024） | 人力資源趨勢表（2022-2024） | 人力資源趨勢表（2022-2024） | 人力資源趨勢表（2022-2024） |
|                             | 2022                        | 2023                        | 2024                        |
| --------------------------- | --------------------------- | --------------------------- | --------------------------- |
| 行政管理委員會成員          | 5                           | 5                           | 4                           |
| 部門主管及顧問              | 20                          | 22                          | 21                          |
| 技術員                      | 95                          | 90                          | 109                         |
| 助理技術員                  | 110                         | 117                         | 99                          |
| 文員                        | 11                          | 10                          | 9                           |
| 庶務員                      | 10                          | 10                          | 10                          |
| 年度僱員人數（截至年末）    | 251                         | 254                         | 252                         |

金管局截至2024年12月31日，其组织架构设为：
|  |  |              |              |              |              |              |              |  |  |            |            |            |            |            |            |  |  |                  |                  |                  |                  |                  |                  | 監察委員會     | 監察委員會     | 監察委員會     | 監察委員會     | 監察委員會     | 監察委員會     |            |            | 行政管理委員會       | 行政管理委員會       | 行政管理委員會       | 行政管理委員會       | 行政管理委員會       | 行政管理委員會       |            |            | 諮詢會     | 諮詢會     | 諮詢會     | 諮詢會     | 諮詢會     | 諮詢會     |            |            |            |            |            |            |  |  |                  |                  |                  |                  |                  |                  |  |  |                  |                  |                  |                  |                  |                  |  |  |  |  |  |  |  |  |  |  |  |  |  |  |  |  |  |  |  |  |  |  |  |  |  |  |  |  |  |  |  |  |  |  |  |  |
|  |  |              |              |              |              |              |              |  |  |            |            |            |            |            |            |  |  |                  |                  |                  |                  |                  |                  | 監察委員會     | 監察委員會     | 監察委員會     | 監察委員會     | 監察委員會     | 監察委員會     |            |            | 行政管理委員會       | 行政管理委員會       | 行政管理委員會       | 行政管理委員會       | 行政管理委員會       | 行政管理委員會       |            |            | 諮詢會     | 諮詢會     | 諮詢會     | 諮詢會     | 諮詢會     | 諮詢會     |            |            |            |            |            |            |  |  |                  |                  |                  |                  |                  |                  |  |  |                  |                  |                  |                  |                  |                  |  |  |  |  |  |  |  |  |  |  |  |  |  |  |  |  |  |  |  |  |  |  |  |  |  |  |  |  |  |  |  |  |  |  |  |  |
|  |  |              |              |              |              |              |              |  |  |            |            |            |            |            |            |  |  |                  |                  |                  |                  |                  |                  |                |                |                |                |                |                |            |            |                      |                      |                      |                      |                      |                      |            |            |            |            |            |            |            |            |            |            |            |            |            |            |  |  |                  |                  |                  |                  |                  |                  |  |  |                  |                  |                  |                  |                  |                  |  |  |  |  |  |  |  |  |  |  |  |  |  |  |  |  |  |  |  |  |  |  |  |  |  |  |  |  |  |  |  |  |  |  |  |  |
|  |  |              |              |              |              |              |              |  |  |            |            |            |            |            |            |  |  |                  |                  |                  |                  |                  |                  |                |                |                |                |                |                |            |            |                      |                      |                      |                      |                      |                      |            |            |            |            |            |            |            |            |            |            |            |            |            |            |  |  |                  |                  |                  |                  |                  |                  |  |  |                  |                  |                  |                  |                  |                  |  |  |  |  |  |  |  |  |  |  |  |  |  |  |  |  |  |  |  |  |  |  |  |  |  |  |  |  |  |  |  |  |  |  |  |  |
|  |  | 研究及統計廳 | 研究及統計廳 | 研究及統計廳 | 研究及統計廳 | 研究及統計廳 | 研究及統計廳 |  |  | 法律事務廳 | 法律事務廳 | 法律事務廳 | 法律事務廳 | 法律事務廳 | 法律事務廳 |  |  | 貨幣及儲備管理廳 | 貨幣及儲備管理廳 | 貨幣及儲備管理廳 | 貨幣及儲備管理廳 | 貨幣及儲備管理廳 | 貨幣及儲備管理廳 |                |                | 銀行監察廳     | 銀行監察廳     | 銀行監察廳     | 銀行監察廳     | 銀行監察廳 | 銀行監察廳 |                      |                      |                      |                      |                      |                      | 保險監察廳 | 保險監察廳 | 保險監察廳 | 保險監察廳 | 保險監察廳 | 保險監察廳 |            |            | 金融發展廳 | 金融發展廳 | 金融發展廳 | 金融發展廳 | 金融發展廳 | 金融發展廳 |  |  | 貨幣發行及財務廳 | 貨幣發行及財務廳 | 貨幣發行及財務廳 | 貨幣發行及財務廳 | 貨幣發行及財務廳 | 貨幣發行及財務廳 |  |  | 金融基建及資訊廳 | 金融基建及資訊廳 | 金融基建及資訊廳 | 金融基建及資訊廳 | 金融基建及資訊廳 | 金融基建及資訊廳 |  |  |  |  |  |  |  |  |  |  |  |  |  |  |  |  |  |  |  |  |  |  |  |  |  |  |  |  |  |  |  |  |  |  |  |  |
|  |  | 研究及統計廳 | 研究及統計廳 | 研究及統計廳 | 研究及統計廳 | 研究及統計廳 | 研究及統計廳 |  |  | 法律事務廳 | 法律事務廳 | 法律事務廳 | 法律事務廳 | 法律事務廳 | 法律事務廳 |  |  | 貨幣及儲備管理廳 | 貨幣及儲備管理廳 | 貨幣及儲備管理廳 | 貨幣及儲備管理廳 | 貨幣及儲備管理廳 | 貨幣及儲備管理廳 |                |                | 銀行監察廳     | 銀行監察廳     | 銀行監察廳     | 銀行監察廳     | 銀行監察廳 | 銀行監察廳 |                      |                      |                      |                      |                      |                      | 保險監察廳 | 保險監察廳 | 保險監察廳 | 保險監察廳 | 保險監察廳 | 保險監察廳 |            |            | 金融發展廳 | 金融發展廳 | 金融發展廳 | 金融發展廳 | 金融發展廳 | 金融發展廳 |  |  | 貨幣發行及財務廳 | 貨幣發行及財務廳 | 貨幣發行及財務廳 | 貨幣發行及財務廳 | 貨幣發行及財務廳 | 貨幣發行及財務廳 |  |  | 金融基建及資訊廳 | 金融基建及資訊廳 | 金融基建及資訊廳 | 金融基建及資訊廳 | 金融基建及資訊廳 | 金融基建及資訊廳 |  |  |  |  |  |  |  |  |  |  |  |  |  |  |  |  |  |  |  |  |  |  |  |  |  |  |  |  |  |  |  |  |  |  |  |  |
|  |  |              |              |              |              |              |              |  |  |            |            |            |            |            |            |  |  |                  |                  |                  |                  |                  |                  |                |                |                |                |                |                |            |            |                      |                      |                      |                      |                      |                      |            |            |            |            |            |            |            |            |            |            |            |            |            |            |  |  |                  |                  |                  |                  |                  |                  |  |  |                  |                  |                  |                  |                  |                  |  |  |  |  |  |  |  |  |  |  |  |  |  |  |  |  |  |  |  |  |  |  |  |  |  |  |  |  |  |  |  |  |  |  |  |  |
|  |  |              |              |              |              |              |              |  |  |            |            |            |            |            |            |  |  |                  |                  |                  |                  |                  |                  | 行政人事管理處 | 行政人事管理處 | 行政人事管理處 | 行政人事管理處 | 行政人事管理處 | 行政人事管理處 |            |            | 行政管理委員會輔助處 | 行政管理委員會輔助處 | 行政管理委員會輔助處 | 行政管理委員會輔助處 | 行政管理委員會輔助處 | 行政管理委員會輔助處 |            |            | 内部審計處 | 内部審計處 | 内部審計處 | 内部審計處 | 内部審計處 | 内部審計處 |            |            |            |            |            |            |  |  |                  |                  |                  |                  |                  |                  |  |  |                  |                  |                  |                  |                  |                  |  |  |  |  |  |  |  |  |  |  |  |  |  |  |  |  |  |  |  |  |  |  |  |  |  |  |  |  |  |  |  |  |  |  |  |  |

## 历任行政管理委员会主席
| 历任行政管理委员会主席列表 | 历任行政管理委员会主席列表 | 历任行政管理委员会主席列表 | 历任行政管理委员会主席列表 | 历任行政管理委员会主席列表 |
| 肖像                       | 名字                       | 委任时间                   | 卸任时间                   | 備註                       |
| -------------------------- | -------------------------- | -------------------------- | -------------------------- | -------------------------- |
|                            | 丁連星                     | 1999年8月25日              | 2017年8月26日              |                            |
|                            | 陳守信                     | 2017年8月26日              | 2025年3月31日              |                            |
|                            | 劉杏娟                     | 2025年4月1日               | 2025年6月30日              | 代任主席                   |
|                            | 黃善文                     | 2025年7月1日               |                            | 代任主席                   |

## 相關服務

### “聚易用” 聚合支付
聚合支付是澳門特區政府推動便民便商的重點工作之一，為電子支付發展邁上新台階。聚合支付，命名為 “聚易用Simple Pay”，是金管局透過推動提供本地二維碼支付服務的銀行及支付機構進行合作，將其支付系統互聯互通，讓商戶可透過一部終端機或一個二維碼立牌，受理所有本地二維碼支付工具；同時，市民亦可以自由選擇任何一種本地二維碼支付工具在有關商戶付款。

### “過數易” 跨行轉帳
為進一步優化澳門本地小額資金的跨行轉帳服務，澳門金融管理局聯同全澳銀行共同構建 “快速支付系統（FPS）”，銀行將基於此系統提供名為“過數易 Easy Transfer”的本地快速小額跨行轉帳服務，並於2021年12月上旬起開始試行該服務。
“過數易”快速小額跨行轉帳服務現有全澳31間銀行參與，其中11間銀行更可提供即時的跨行轉帳服務。市民及商戶如欲使用“過數易”的即時轉賬服務，需先向銀行登記，可選擇以手機號碼綁定澳門本地銀行的澳門元帳戶作收款，亦可選擇向銀行申請FPS ID代碼。登記渠道包括各銀行的網上銀行、手機銀行及櫃檯。在登記後，付款方只需透過“過數易”輸入收款方已登記的手機號碼或FPS ID代碼進行轉帳，轉帳過程可於約30秒內完成。

### 文书
- . 澳门金融管理局. （原始内容存档于2014-10-12） （中文（繁體））. 全文共6段(¶)
- 总督 伊芝迪 签署.  [《第1/80/M號法令》：設立澳門發行機構及核准其章程]. 澳門政府 (澳门印务局). 1980-01-12. （原始内容存档于2004-06-14） （葡萄牙语）. 被廢止 : 《第63/82/M號法令》 1982
- . 澳門政府 (澳门印务局). 1982-10-30. （原始内容存档于2004-09-11） （中文（繁體））. 已更改 :《第76/85/M號法令》 1985
- 總督 高斯达 签署.  [《第76/85/M號法令》 - 修正十月三十日第六三∕八二∕M號法令核准之澳門發行機構章程第二七、三五條一款D項及四七條二款條文。]. 澳門政府 (澳门印务局). 1985-08-03. （原始内容存档于2004-10-28） （葡萄牙语）. 被廢止 : 《第39/89/M號法令》 1989
- 總督 文礼治 签署. . 澳門政府 (澳门印务局). 1989-06-12. （原始内容存档于2014-12-05） （中文（繁體））. 已更改 : 《第27/90/M號法令》 1990
- 總督 文礼治 签署.  [《第27/90/M號法令》 - 修改澳門貨幣暨匯兌監理署章程。]. 澳門政府 (澳门印务局). 1990-06-18. （原始内容存档于2004-08-24） （葡萄牙语）. 被廢止 : 《第14/96/M號法令》 1996
- 總督 韋奇立 签署. . 澳門政府 (澳门印务局). 1996-03-11. （原始内容存档于2014-12-05） （中文（繁體））. 已更改 : 《第18/2000號行政法規》 2000
- . 澳门金融管理局. 2015-06-16. （原始内容存档于2015-06-16） （中文（繁體））.

### 脚注
1. ↑  护理总督 贝锡安 签署. . 澳門政府 (澳门印务局). 1999-04-01  [2015-06-16]. （原始内容存档于2014-12-05） （中文（繁體））. “鉴于澳門貨幣暨匯兌監理署总部将迁移至宝血女修院大楼，又鉴于二月二日第5/98/M号法令的规定，必须采用专有标志，方便市民识别该实体。”；“第一条——第一款 核准澳門貨幣暨匯兌監理署之标志，其式样见本训令附件一”；被廢止 : 《第17/2001號行政命令》 2001
2. ↑  行政長官 何厚鏵 签署. . 澳門特別行政區行政長官辦公室 (澳门印务局). 2001-04-25  [2015-06-16]. （原始内容存档于2012-12-04） （中文（繁體））.
3. ↑  . 澳门金融管理局.   [2015-06-16]. （原始内容存档于2014-10-12） （中文（繁體））.
4. 1 2 3  行政長官 何厚鏵 签署. . 澳门印务局. 2000-02-15  [2015-06-16]. （原始内容存档于2014-12-04） （中文（繁體））. 澳門貨幣暨匯兌監理署之名稱改為「澳門金融管理局」，葡文名稱為“Autoridade Monetária de Macau”，並保留原葡文名稱縮寫“AMCM”；核准其通則的三月十一日第14/96/M號法令中提及澳門貨幣暨匯兌監理署者皆視為澳門金融管理局。
5. 1 2  《澳门金融管理局历史》 & *，¶5一九九九年十二月二十日，澳門回歸中國，澳門特別行政區正式成立。為了更加符合一般慣例，澳門貨幣暨匯兌監理署易名為澳門金融管理局3，但原有的職能和權責全部維持不變。此外，自二零零零年四月一日起，澳門金融管理局又受澳門特別行政區政府委託，為其管理儲備基金。
6. 1 2  《第14/96/M號法令》 1996，§4 ¶16.1.a一、行政管理委員會主席有權限：a）代表澳門貨幣暨匯兌監理署；
7. ↑   (PDF). 澳门金融管理局. 2015-06-15  [2015-06-16]. （原始内容 (pdf)存档于2015-06-16） （中文（繁體））. 澳門金融管理局今日公佈，2015 年 5 月底澳門特別行政區的外匯儲備資產總額，初步統計為1,391 億澳門元（174.2 億美元）
8. 1 2  . 澳门金融管理局. 2015-06-15  [2015-06-16]. （原始内容存档于2015-06-16） （中文（繁體））.
9. 1 2  《第1/80/M號法令》 1980，§10Este decreto-lei produz efeitos a partir de 1 de Janeiro de 1980.
10. 1 2  《第39/89/M號法令》 1989，§6本法令于一九八九年七月一日生效
11. ↑  . 华尔街见闻 (新浪财经). 2014-11-13  [2014-11-17]. （原始内容存档于2014-11-17） （中文（简体））. 媒体多简称澳门金融管理局为澳门金管局
12. ↑  《第14/96/M號法令》 1996，§1 ¶1澳門貨幣暨匯兌監理署（葡文縮寫為AMCM）係具有行政、財政及財產自治權之公法人，且為具有法律人格之公共機關，並受本通則及其他適用法例管制。
13. ↑  《第14/96/M號法令》 1996，§2 ¶4.1一、澳門貨幣暨匯兌監理署受總督監督。
14. ↑  . 大西洋银行. 2006  [2015-06-17]. （原始内容存档于2013-05-28） （中文（繁體））. 大西洋銀行股份有限公司為首家在澳門發行現鈔的金融機構，首張本地流通鈔票的推出年份是一九零五年，即本行在澳門成立三週年。
15. 1 2  《澳门金融管理局历史》 & *，¶2為了適應這一新的形勢，當時的澳門行政當局充分認識到建立一個適當的金融監管架構的重要性，並在一九八零年設立澳門發行機構1，用以監管包括銀行、保險和其他信用活動在內的金融業，以促進金融業的良性發展、保障有關各方的合法權益。按照有關的法律規定，澳門發行機構既負責發行本地貨幣，即澳門幣，又管理官方的外匯儲備，實際上扮演著準中央銀行及貨幣發行局的角色。
16. ↑  《第1/80/M號法令》 1980，附件：§1 ¶1O Instituto Emissor de Macau, adiante designado por Instituto, é uma pessoa colectiva de direito público com autonomia administrativa e financeira e com a natureza de empresa pública.
17. ↑  《第63/82/M號法令》 1982，附件：§2 ¶5
18. ↑  《第63/82/M號法令》 1982，附件：§2 ¶4
19. ↑  《第63/82/M號法令》 1982，附件：§2 ¶6
20. ↑  《第1/80/M號法令》 1980，附件：§1 ¶4O Banco Nacional Ultramarino, empresa pública do Estado Português, é o agente e banqueiro do Instituto e o depositário dos haveres deste, nos termos e condições do contrato a celebrar entre o Território, o Instituto e o mesmo Banco.
21. ↑  《澳门金融管理局历史》 & *，¶4
22. ↑  《第39/89/M號法令》 1989，§1-2
23. ↑  《第39/89/M號法令》 1989，附件：§1 ¶1澳門貨幣暨滙兌監理署葡文簡稱為AMCM，是一個行政、財政及資產自主公共機構，受本章程及其它適用法例管制。
24. ↑  《第39/89/M號法令》 1989，§0 ¶1-4
25. ↑  . 中國銀行澳門分行.   [2015-06-17]. （原始内容存档于2012-08-23） （中文（繁體））.
26. ↑  總督 韋奇立 签署. . 澳門政府 (澳门印务局). 1995-01-30  [2015-06-17]. （原始内容存档于2014-10-11） （中文（繁體））.
27. 1 2  總督 韋奇立 签署. . 澳門政府 (澳门印务局). 1995-01-30  [2015-06-17]. （原始内容存档于2004-08-13） （中文（繁體））. “第一條：許可中國銀行發行面額為澳門幣壹拾圓、伍拾圓、壹佰圓、伍佰圓及壹仟圓之新紙幣。”；“第七條：一、f）:正中有以中文字及葡文書寫之字樣：“ 澳門分行總經理 ”之字樣以及複製之簽名； —— “ 一九九五年十月十六日 澳門 ”。”
28. ↑  . 大西洋银行.   [2015-06-17]. （原始内容存档于2015-06-17） （中文（简体））. 1995： 與中華人民共和國澳門特別行政區政府簽署一份協議書。根據協議規定，本行將繼續執行發鈔銀行職能最少至 2010 年。2000： 於 2000年 4月 與中華人民共和國澳門特別行政區政府簽署一份協議書。根據協議規定，本行將繼續執行公共庫房出納的職能。
29. ↑  . 中國銀行.   [2015-06-17]. （原始内容存档于2014-07-20） （中文（简体））.
30. ↑  . 澳門金融管理局.   [2015-06-17]. （原始内容存档于2012-07-22） （中文（繁體））.
31. ↑  《第14/96/M號法令》 1996，§2 ¶5
32. ↑  . 澳門金融管理局.   [2015-06-17]. （原始内容存档于2015-03-25） （中文（繁體））.
33. ↑  . 澳門金融管理局. 2010-12-10  [2015-06-17]. （原始内容存档于2011-01-12） （中文（繁體））.
34. ↑  《第14/96/M號法令》 1996，§4 ¶15.1一、機關成員之任用由總督透過公布於《政府公報》 之任命批示為之，其官職不等同於公共行政之其他官職。
35. 1 2  《第14/96/M號法令》 1996，§4 ¶14澳門貨幣暨匯兌監理署設有由一個最少三名，最多五名成員組成之行政管理委員會及一個有三名成員組成之監察委員會，以及一個諮詢會作為其機關，而其中一名監察委員會成員須為在財政司註冊之核數師。
36. ↑  《第14/96/M號法令》 1996，§4 ¶17.3三、行政管理委員會有權限：a）監管澳門貨幣暨匯兌監理署之一切活動；b）行使一般或特別管理權力，以管理財產，尤其得取得或轉讓資產、承租或出租資產，並接受對該等資產上所設定之負擔或責任；
37. ↑  《第14/96/M號法令》 1996，§4 ¶17.1一、行政管理委員會每周舉行平常會議一次，在主席或大多數成員召集時，得舉行特別會議；決議以出席會議 之行政管理機關成員之大多數票通過。
38. 1 2 3  澳門金融管理局. . 澳門特別行政區政府印務局. （原始内容存档于2025-06-08）.
39. ↑  《第14/96/M號法令》 1996，§4 ¶18.6六、監察委員會有權限：a）跟進澳門貨幣暨匯兌監理署之運作，並監察適用之法律規定及規章規定之遵守；b）審查會計帳目及跟進預算之執行，並取得認為對跟進管理工作所必要之資料；c）審查及核對簿冊、紀錄及文件，並在認為需要或適宜時，核查任何種類之有價物；
40. ↑  《第14/96/M號法令》 1996，§4 ¶18.1一、監察委員會每季度舉行平常會議一次；在主席或其中一名委員召集時，得舉行特別會議。
41. ↑  《第14/96/M號法令》 1996，§4 ¶19.1
42. ↑  《第14/96/M號法令》 1996，§4 ¶19.4四、如主席認為必要，得邀請經接受專業培訓之技術員參與諮詢會之會議，但無投票權。
43. ↑  《第14/96/M號法令》 1996，§4 ¶19.2二、諮詢會有權就貨幣、金融、外匯政策之方針，就監察貨幣、金融，外匯及保險市場之方針，以及就澳門貨幣暨匯兌監理署年度活動之計劃發表意見。
44. 1 2  《第14/96/M號法令》 1996，§4 ¶19.3三、諮詢會應其主席之召集或其大多數成員之建議，每六個月最少舉行會議一次，但其意見不具約束力。
45. ↑  《澳門金融管理局年報》二零二三年 2024，p30
46. ↑  《澳門金融管理局年報》二零一四年 2015，p7：sheet I.3
47. ↑  《澳門金融管理局年報》二零一四年 2015，p12
48. ↑  . 澳門金融管理局. 2010-12-10  [2015-06-17]. （原始内容存档于2012-07-21） （中文（繁體））.
49. ↑  . 澳門金融管理局.   [2021-11-08]. （原始内容存档于2021-02-04）.
50. ↑  . 澳門特別行政區新聞局.   [2021-11-08].